# 尚村透
尚村透（日语：／ Naomura Tōru），日本漫畫家、插畫家。

## 作品列表

### 連載
- 失樂園（日语：失楽園 (尚村透の漫画)）（《月刊GANGAN JOKER》，史克威爾艾尼克斯，全6冊）
- TARI TARI（構成，《月刊GANGAN JOKER》，原作：EVERGREEN，人物原案：tanu，作畫：鍵空富燒，全2冊）
- 狂賭之淵（作畫，《月刊GANGAN JOKER》，原作：河本焰，已出版19冊）

### 短篇
- 失樂園（日语：失楽園 (尚村透の漫画)）（《月刊GANGAN WING》，史克威爾艾尼克斯）

### 插圖
- 主題「自由」（《GANGAN ONLINE》，2008年11月6日）
- 狂賭之淵悅（原作：河本焰、著：武野光，史克威爾艾尼克斯，2017年）